# Los Kalibres
Los Kalibres est un groupe péruvien de reggaeton. Il est formé par trois péruviens d'origine japonaise : Orlando Salvador Nakaya, alias Lando, le leader du groupe, Fernando Manuel Yrey, alias el Nando, et Daniel Alonso Salvador Nakaya. Ils sont tous les trois de la seconde génération de dekasegi, qui désigne un émigrant économique japonais venu enfants et adolescents au Pérou.

## Histoire
Ils sortent en 2006 un deuxième album de 16 morceaux intitulé Japón pa'l mundo et incluent des fusions instrumentales latino comme le cajón ou le charango en incorporant des instruments japonais comme le taiko (tambour) et le shamisen, un instrument à trois cordes similaire à la guitare.

## Style musical
Le style musical de Los Kalibres mêle japonais et l'espagnol dans leurs paroles. Ceci est évident dans les mots et les phrases utilisés dans les chansons du groupe comme dekasegi, gambateando (dérivé du vocabulaire gambarimasu qui est interprété comme une expression d'encouragement), vamos al eki (allons à la gare), chacho (dérivé du mot shacho qui se réfère au chef d'entreprise) et kasegue (résidence de rêve). La musicalité de Los Kalibres est influencée par plusieurs musiciens latino-américains comme Nino Bravo, Nino Bravo, Los Kalibres.
La musicalité de Los Kalibres est influencée par plusieurs musiciens latino-américains tels que Nino Bravo, Raphael et José Feliciano, ainsi que par la salsa classique de Celia Cruz et Sonora Matancera. Le reggae joué par Los Kalibres est utilisé comme outil de communication entre les Japonais en général et les Japonais de culture latine, car l'existence du genre musical reggae permet aux gens de danser facilement ensemble. En outre, la musicalité de Los Kalibres exprime la réalité du groupe lui-même en tant que membres de famille aux origines mixtes, dans le sens du mélange de deux cultures attachées à Los Kalibres, à savoir la culture japonaise et la culture latino-américaine. Dans ce cas, l'existence même de Los Kalibres est conforme à son identité en tant que Japonais désireux de maintenir la culture latino-américaine active au Japon ; c'est pourquoi Los Kalibres entonne également des chants tels que Arriba Perú et Chimpún callao lors de ses représentations scéniques. 